# Provincia di Oudomxay
La provincia di Oudomxay, o Oudomxai (in lao ແຂວງອຸດົມໄຊ, Khwèeng Ùdomsài) è una provincia del Laos settentrionale con capoluogo Muang Xay. Nel 2004, contava su una popolazione di 275 300 abitanti distribuiti su una superficie di 15370 km², per una densità di 17,91 ab./km².

## Geografia antropica

### Suddivisioni amministrative
La provincia di Oudomxay è suddivisa nei seguenti sette distretti (in lao: ເມືອງ, trasl.: mueang):
| Codice | Nome traslitterato del distretto | Nome lao   |
| ------ | -------------------------------- | ---------- |
| 04-01  | mueang Xay                       | ເມືອງໄຊ     |
| 04-02  | mueang La                        | ເມືອງຫຼາ     |
| 04-03  | mueang Na Mo                     | ເມືອງນາໝໍ້    |
| 04-04  | mueang Nga                       | ເມືອງງາ     |
| 04-05  | mueang Beng                      | ເມືອງແບ່ງ    |
| 04-06  | mueang Houne                     | ເມືອງຮຸນ     |
| 04-07  | mueang Pak Beng                  | ເມືອງປາກແບ່ງ |

## Galleria d'immagini

Provincia di Oudomxay
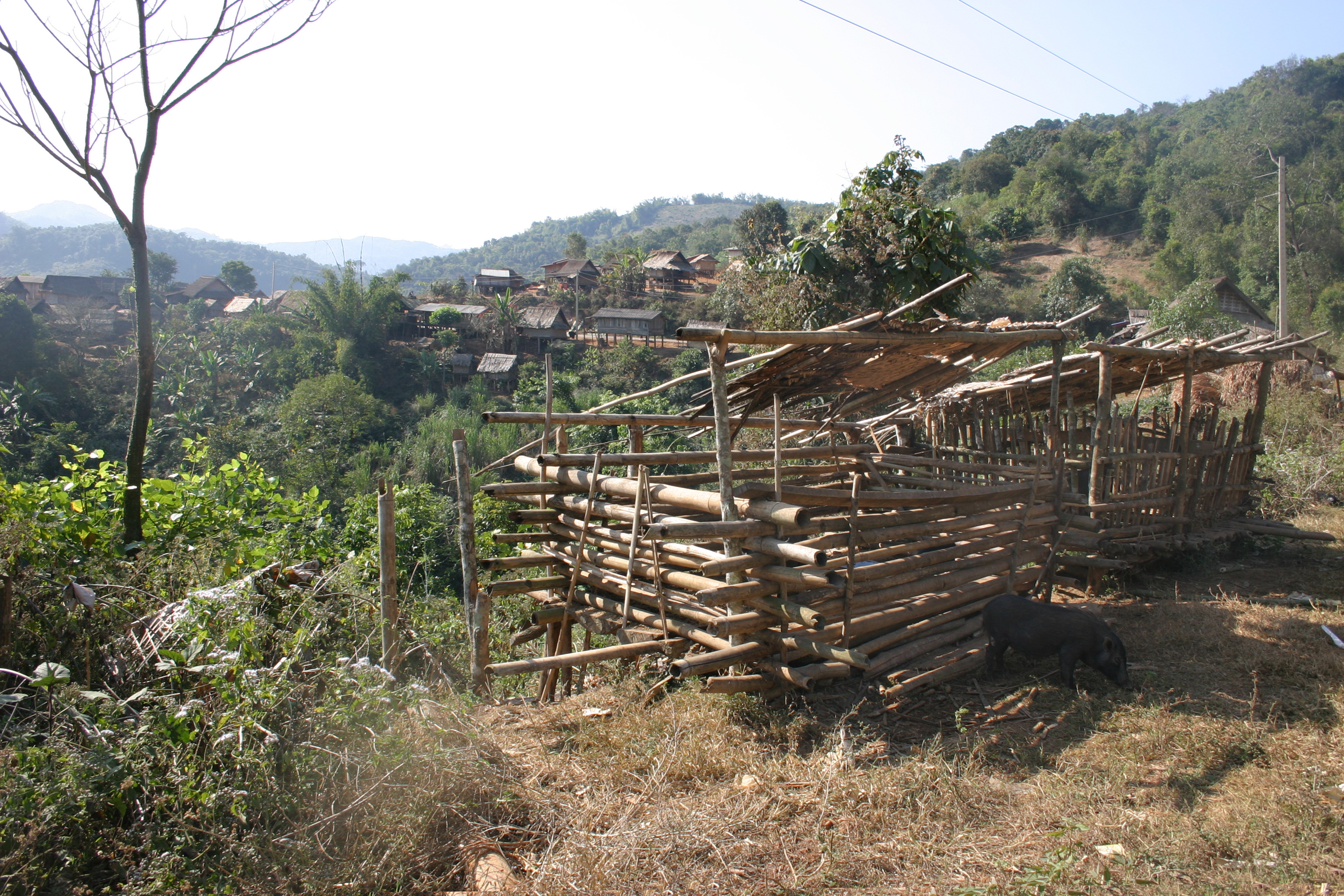
Khmu villaggio Ban Keuocheb
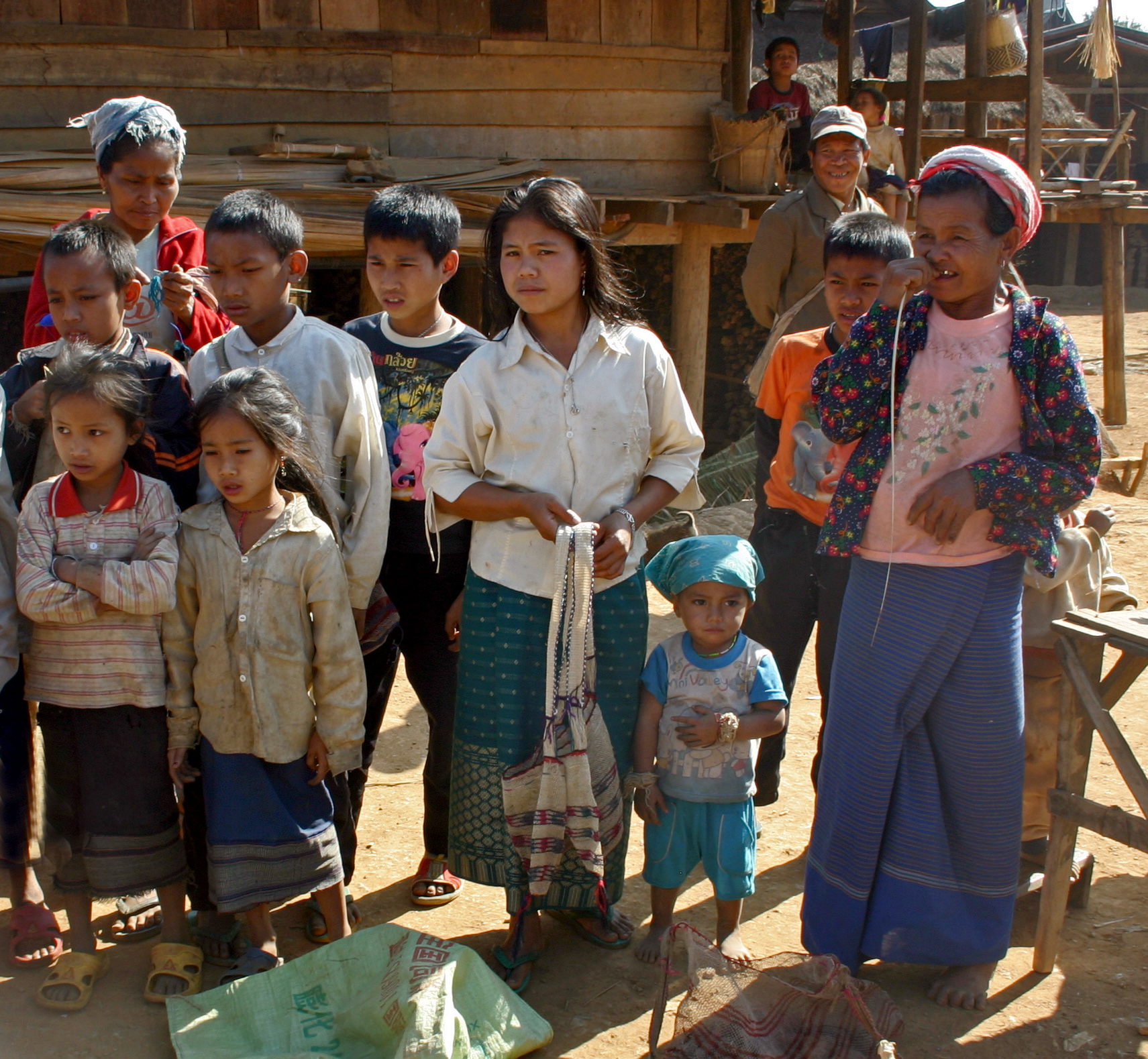
Khmu villaggio Ban Keuocheb
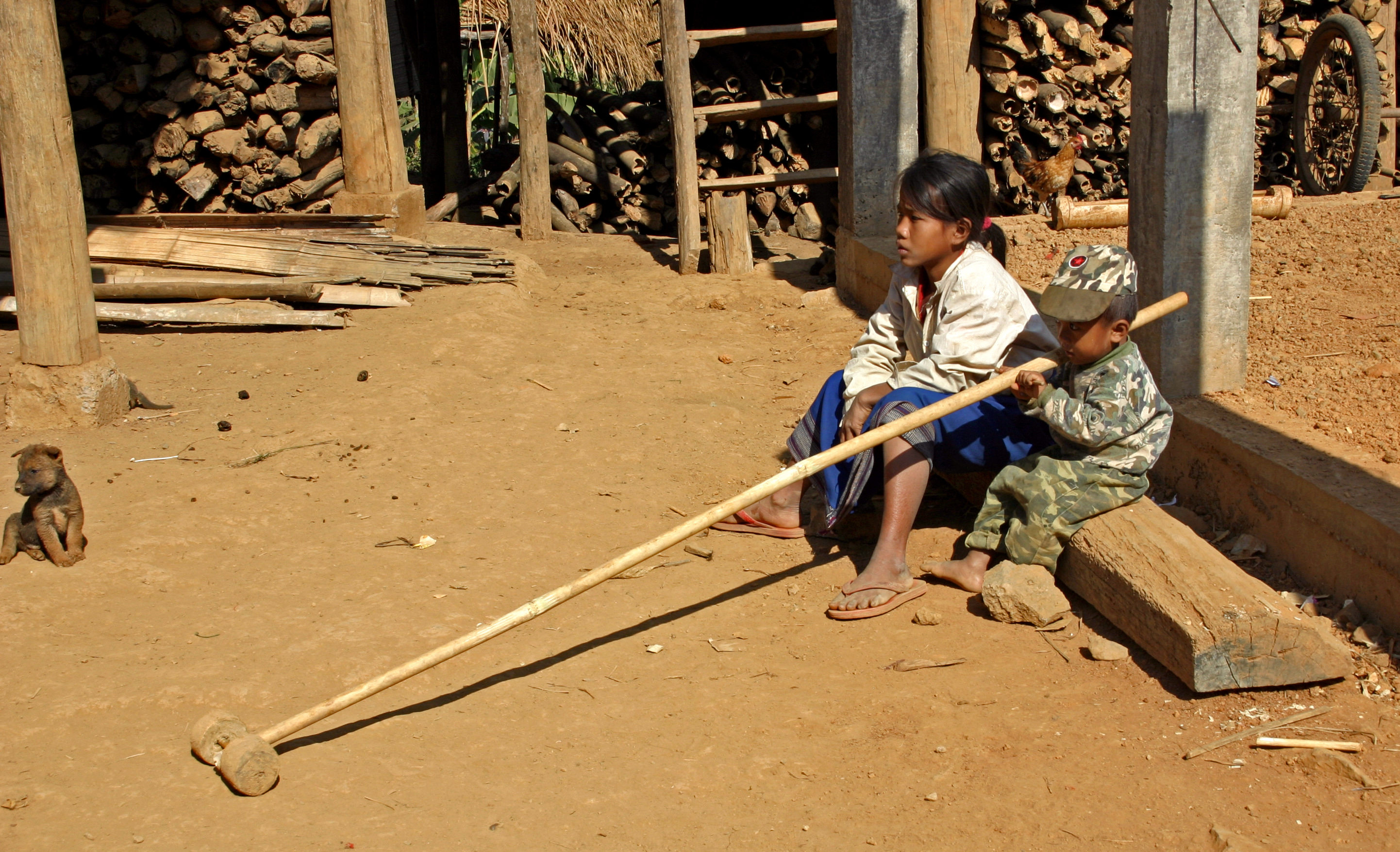
Khmu villaggio Ban Keuocheb
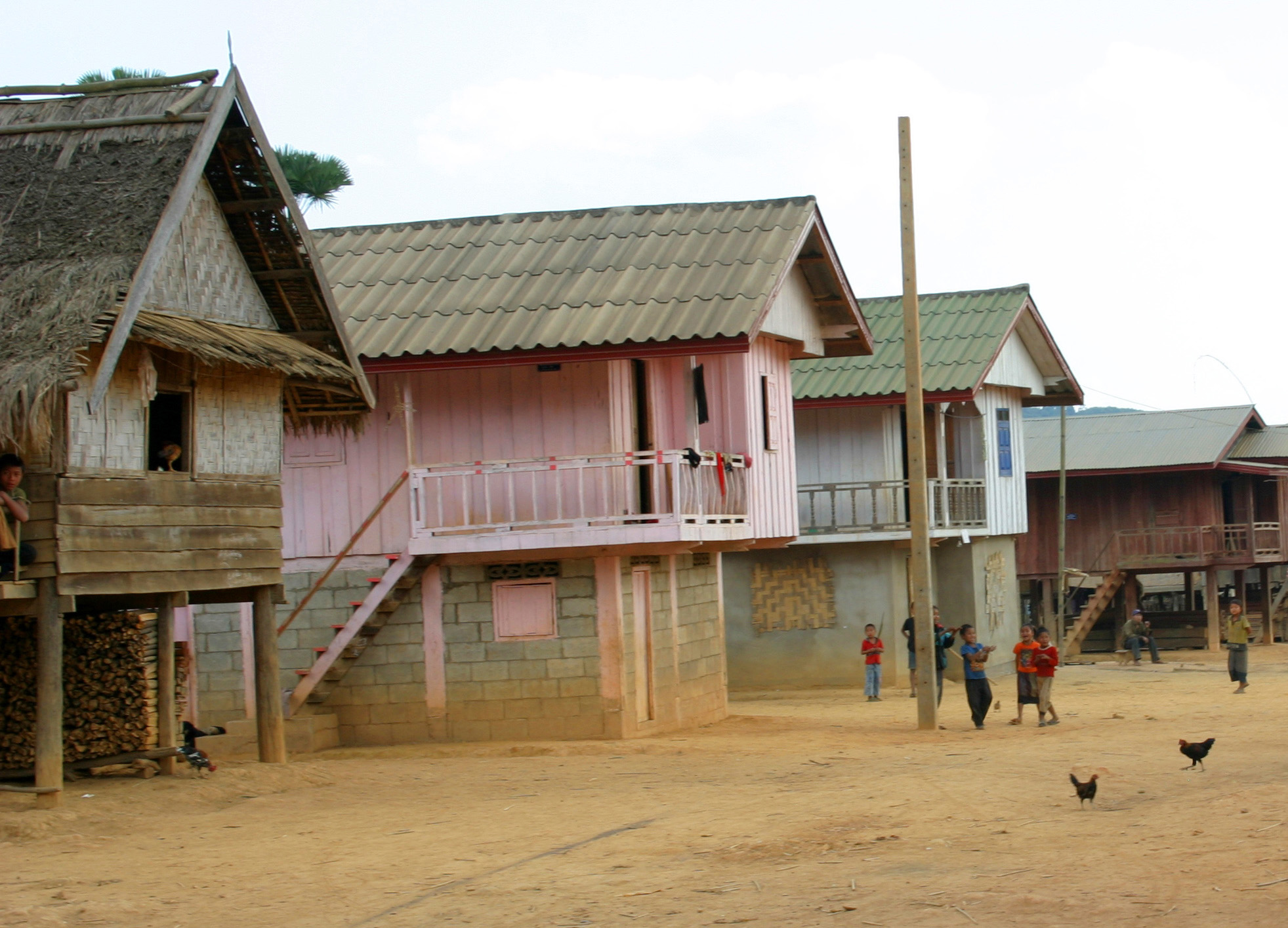
Khmu villaggio Ban Ka Chait
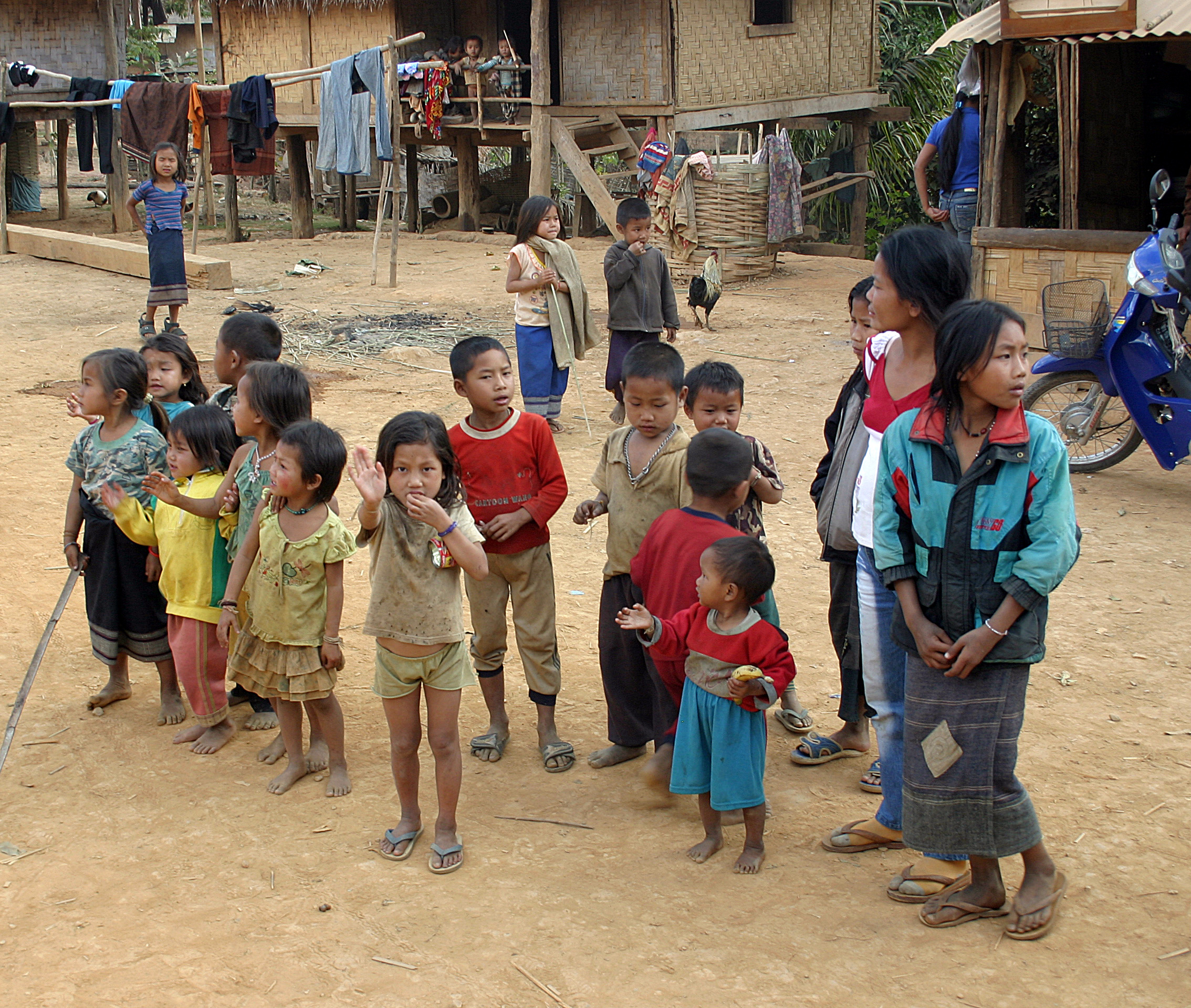
Khmu villaggio Ban Ka Chait
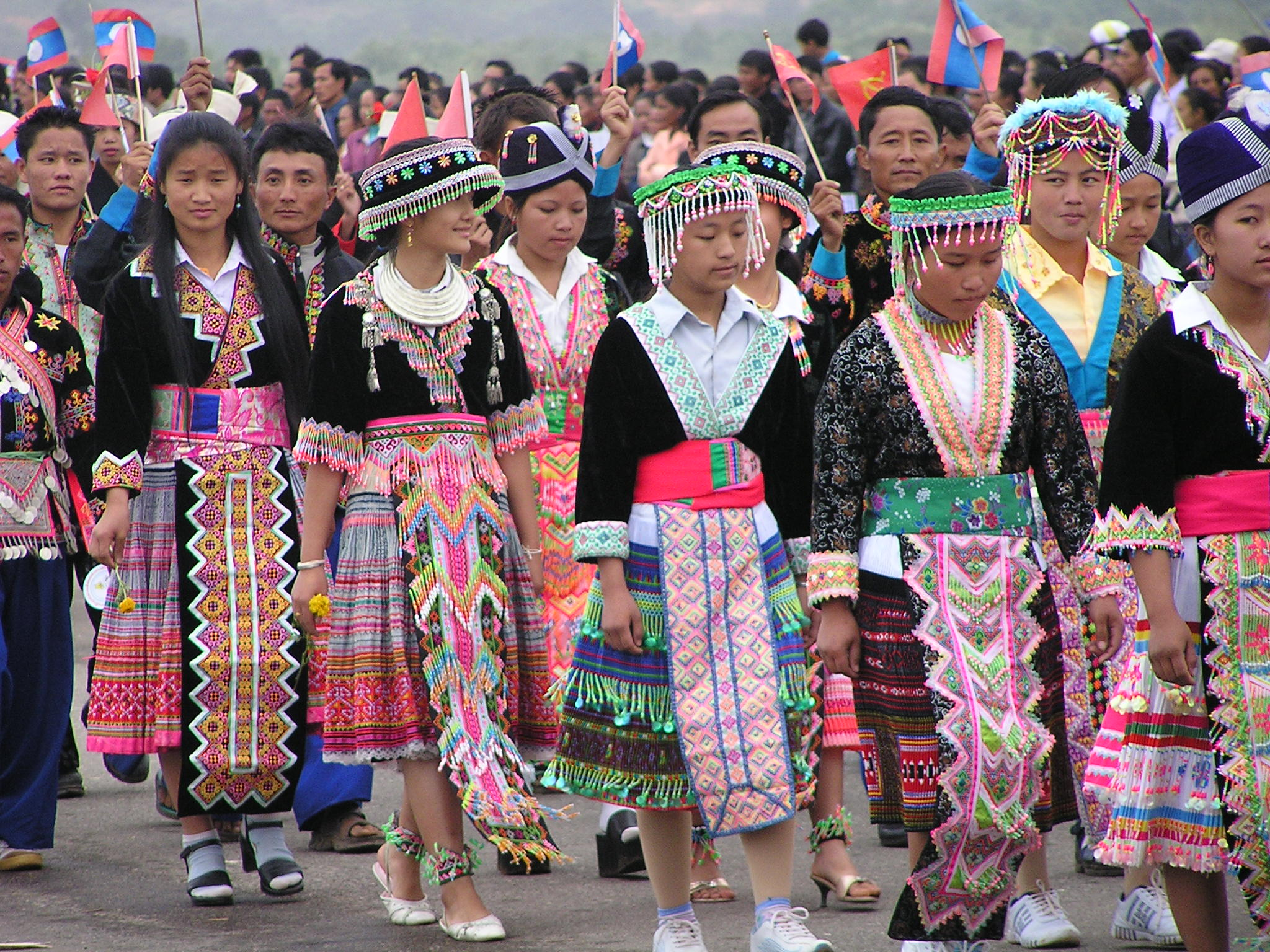
Hmong in Oudomxay
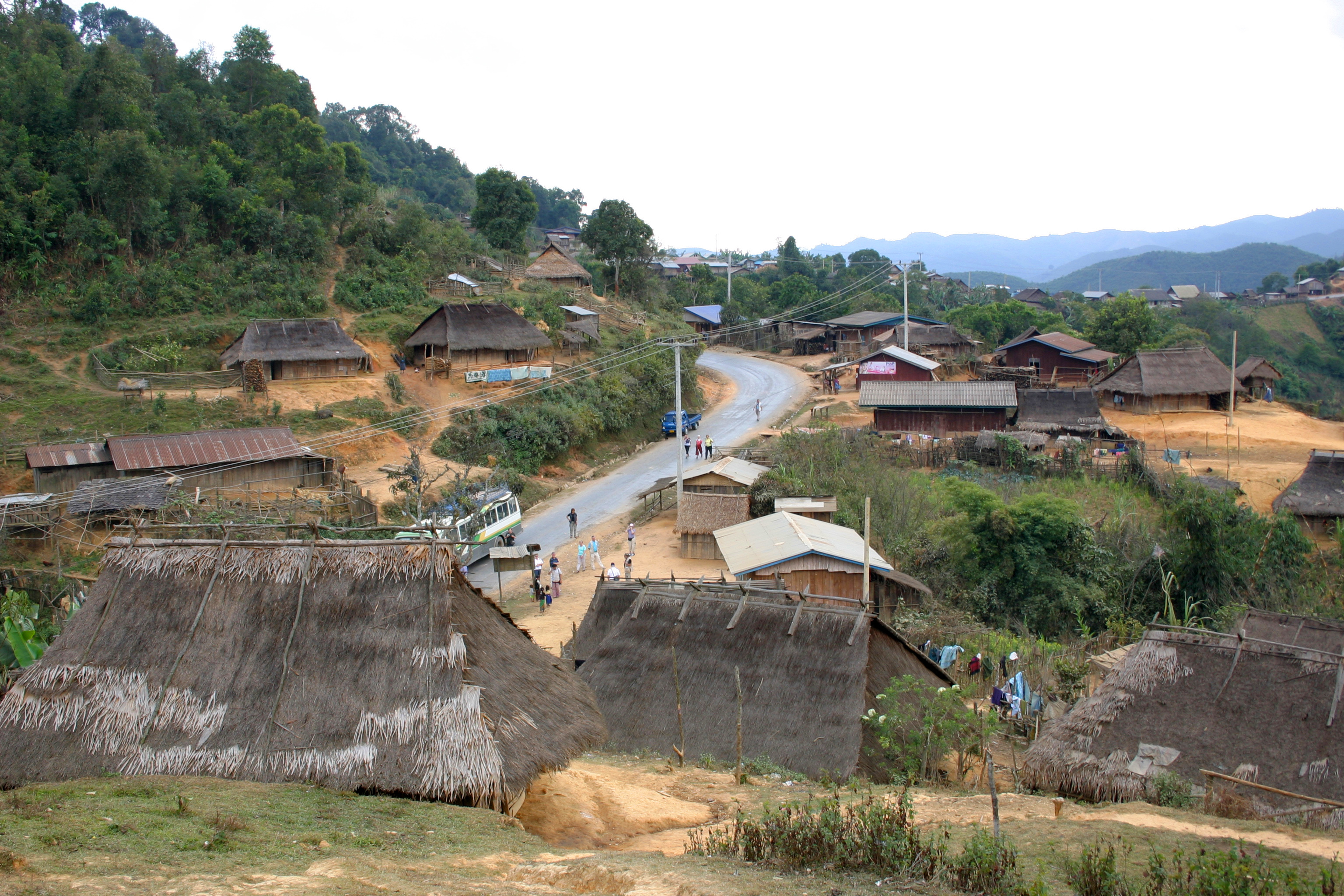
Hmong villaggio Xong Ya
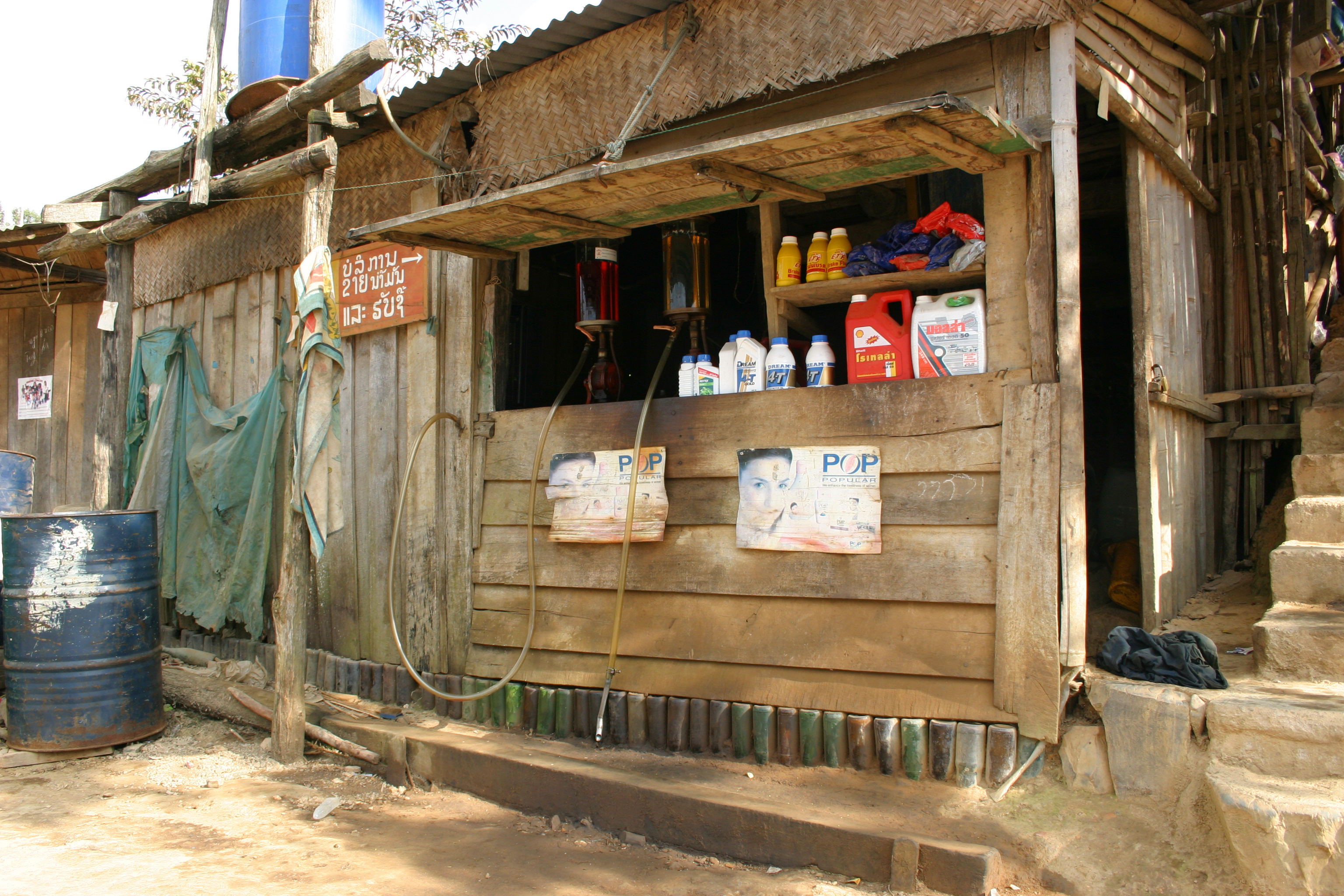
Hmong villaggio Xong Ya
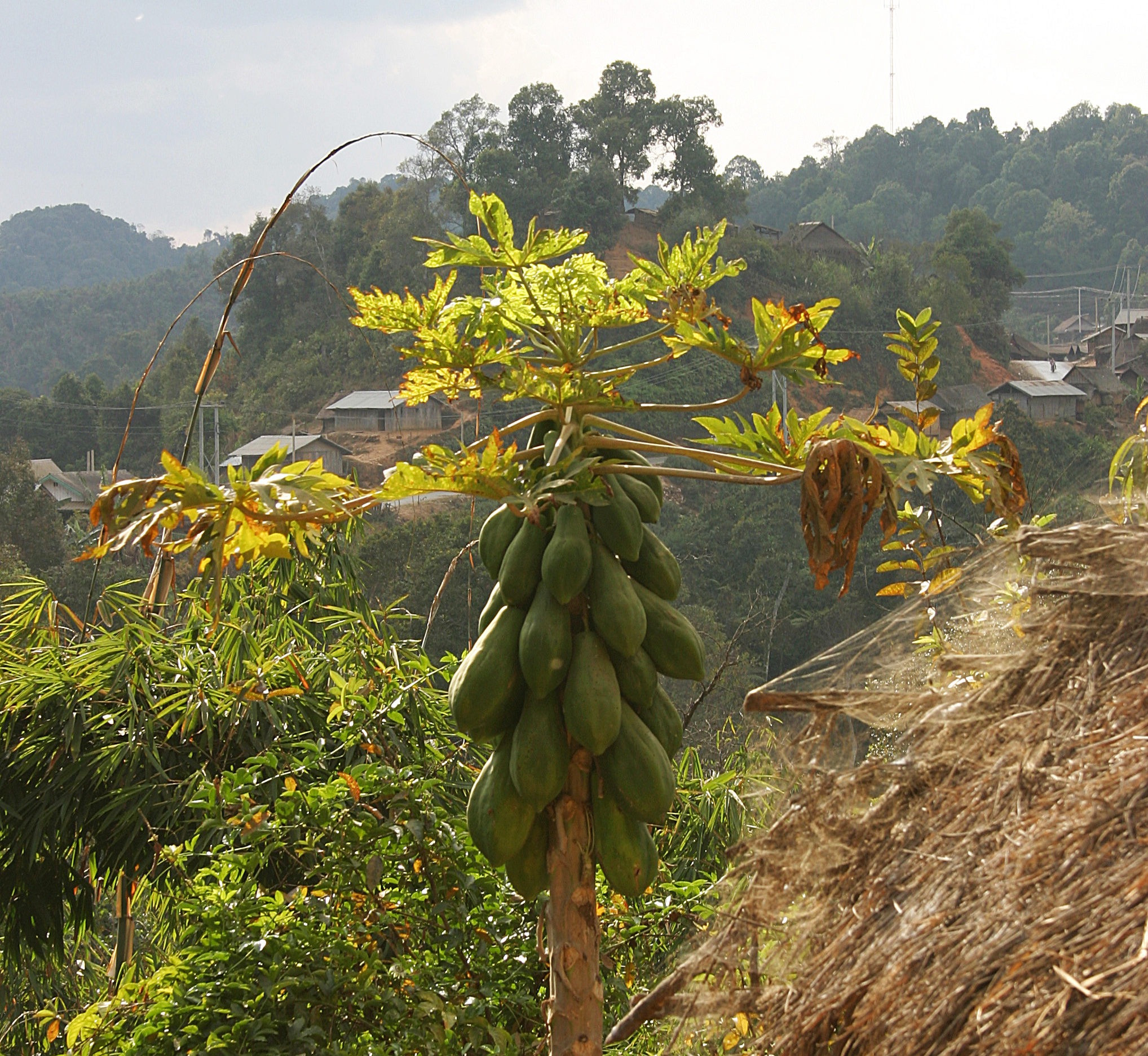
Hmong villaggio Xong Ya